# Бокито (горилла)
Бокито (14 марта 1996 года — 4 апреля 2023 года) — самец западной гориллы, родившийся в неволе и проживший большую часть своей жизни в одном из зоопарков Роттердама. Он стал предметом широкого освещения в средствах массовой информации после того, как 18 мая 2007 года вырвался из своего загона, похитил посетительницу и серьёзно ранил её.

## Биография
Бокито родился в Берлинском зоопарке (Германия). При рождении его бросила мать, и его вырастили работники зоопарка. В середине 2004 года Бокито сбежал из своего вольера и залез на стену высотой 3 метра. Его вернули обратно в вольер.
Чтобы избежать риска инбридинга, в августе 2005 года его перевели в один из зоопарков Роттердама. 18 мая 2007 года Бокито перепрыгнул через заполненный водой ров, который отделял его вольер в Роттердаме от публики. Он напал на посетительницу, которая приходила в зоопарк несколько раз в неделю, для того чтобы увидеть Бокито и «пообщаться» с ним. Бокито протащил её несколько метров, что стало причиной переломов костей у женщины, кроме того он её покусал. Потом он вошёл в ближайший ресторан, чем вызвал панику среди посетителей. В ресторане он порушил мебель. В итоге Бокито ввели успокоительное с помощью транквилизатора и поместили обратно в клетку.
По мнению приматологов зоопарка, Бокито мог разозлить постоянный прямой взгляд этой посетительницы, поскольку гориллы такого не любят. После этого инцидента местная компания медицинского страхования произвела более 2000 очков с нарисованными на них глазами смотрящими вкось и передала их зоопарку.
Бокито умер в апреле 2023 года. В январе 2024 года было объявлено, что тело Бокито будет использовано для научных исследований, а его останки передадут в Музей естественной истории Роттердама.